# Heroldsbach
Heroldsbach er en kommune i Landkreis Forchheim i Regierungsbezirk Oberfranken i den tyske delstat Bayern.

## Geografi
Kommunen ligger i Hirtenbachtal, ca. seks kilometer sydvest for Forchheim.
Nabokommuner er (med uret fra nord):

Hallerndorf, Hausen, Hemhofen, Adelsdorf

### Inddeling
Til Heroldsbach hører landsbyerne Thurn, Oesdorf og Poppendorf.